# بنحاس روتنبرغ
بنحاس روتنبرغ (بالعبرية פנחס רוטנברג، 5 فبراير 1879 - 3 يناير 1942) مهندس روسي بارز ورجل أعمال. إضافة إلى إنه زعيم صهيوني. لعب دورا بارزا في كل من الثورة الروسية عام 1905 و1917. خلال الحرب العالمية الأولى، كان من بين مؤسسي الفيلق اليهودي والمؤتمر اليهودي الأميركي.
وفي عهد الانتداب البريطاني على فلسطين، حصل على الامتياز الحصري لإنتاج وتوزيع الطاقة الكهربائية وعمل على تأسيس شركة كهرباء فلسطين، والتي تعرف حاليا بشركة الكهرباء الإسرائيلية.
ساعد روتنبرغ في إيجاد قوات الهاغاناه، والتي أصبحت نواة لقوات الدفاع الإسرائيلية فيما بعد، كما شارك في تأسيس المجلس الأمريكي اليهودي.
في عام 1919م، شارك روتنبرغ في باريس مع عدد من زعماء الصهيونية في إعداد المقترحات لمعاهدة فرساي. وعند عرضه لفكرة محطة توليد الكهرباء حصل على الدعم المالي من البارون ادمون دي روتشيلد جيمس وابنه جيمس. وعند انتقاله إلى فلسطين كانت أولى المهام التي اضطلع بها هي تأسيس ميليشيات يهودية وقوات الهاغاناه جنبا إلى جنب مع جابوتنسكي. وكان مسؤولا عن هذه القوات في تل أبيب خلال المناوشات مع العرب في عام 1921. كما شارك في ترسيم الحدود شمال فلسطين وتحديد المناطق بين كل من الانتداب البريطاني والفرنسي.
في عام 1923م، أسس شركة كهرباء فلسطين المحدودة، وبعد الصعوبات الأولية الصعوبات الأولية في إطلاق المشروع، حصل على دعم من ونستون تشرشل. وفي عام 1930م، أنشأ محطة توليد هيدروكهربائية في نهاريم - الباقورة بجوار اسدوت يعقوب. أقيمت المحطة في ملتقى نهري اليرموك والأردن الجنوبي (ومن هنا أخذ اسم «نهاريم» أي النهرين) بهدف استغلال أكبر كمية للمياه المتدفقة. ولقب روتنبرغ بعد هذا المشروع بـ«الرجل العجوز من نهاريم». ولما كانت كمية المياه المتدفقة في مجاري النهرين غير ثابتة، تقرر استخدام مياه طبريا لضمان كمية المياه المطلوبة لتفعيل توربينات المحطة. ولأغراض ترشيح التدفق من طبريا إلى نهرايم، أقام روتنبرغ في العام 1932 سد دغانيا.